# March 811
La March 811 fu la vettura di Formula 1 con cui il team March Grand Prix affrontò il campionato mondiale di Formula 1 1981.

## La vettura
A inizio 1981, visto il divieto di utilizzare vetture clienti, John Macdonald della RAM fondò, in società con Guy Edwards e Robin Herd, il team March Grand Prix, non legato alla March Engineering. Le vetture sono state costruite da March Engines, una società creata da Robin Herd appositamente per la produzione della 811 e non correlata alla March Engineering.
Per ragioni di commerciabilità alla vettura venne dato il nome di March 811, adottando la stessa numerazione usata in precedenza dalla March in cui le prime due cifre identificavano l'anno di costruzione e l'ultima cifra la serie automobilistica a cui partecipava.
Progettata da Robin Herd e Alan Mertens, la March 811 adottava soluzioni ispirate dalla Williams FW07 e dalla Brabham BT49, considerate le migliori wing car del momento. Il telaio era costituito da una monoscocca in alluminio con struttura a sandwich ed era spinta dal tradizionale motore Ford Cosworth DFV.
Le prime March 811 erano particolarmente poco performanti a causa dell'utilizzo di soluzioni e materiali economici. Le vetture RM02 e RM03, rispettivamente la seconda e la terza prodotte, avevano un telaio realizzato con materiali più economici rispetto alla RM01 che portarono ad avere minore resistenza torsionale. Questo problema è stato corretto aggiungendo fogli di alluminio al telaio, aumentando però il peso della vettura. Gordon Coppuck, che per alcune settimane ricoprì il ruolo di capo progettista dopo che i rapporti tra John Macdonald e Robin Herd si deteriorarono, alleggerì la vettura ma facendo diminuire anche la resistenza alla torsione del telaio. Due vetture, la RM04 e la RM05, sono state costruite con queste specifiche e utilizzate a partire dal Gran Premio del Belgio. Una sesta vettura, la RM06, è stata modificata da Adrian Reynard alleggerendo il telaio e accorciando il passo.
Gommata inizialmente dalla Michelin, passò dal Gran Premio di Francia 1981 ad Avon dopo che la casa francese ridusse le forniture di pneumatici ai team minori.

## La stagione
I piloti scelti per la stagione 1981 furono l'irlandese Derek Daly, proveniente dalla Tyrrell, e l'esordiente Eliseo Salazar, sostenuto da munifici sponsor nonché primo e unico pilota cileno a prendere parte a un mondiale di Formula 1. Prima dell'inizio della stagione Riccardo Patrese e Teo Fabi sono stati associati al team. Fabi in particolare, pilota della March in Formula 2 nel 1980 e collaudatore della 811, era sostenuto da Robin Herd ma John Macdonald gli preferì Derek Daly.
La March 811 debuttò al Gran Premio del Sudafrica, non valido per il mondiale, dove Daly concluse undicesimo e ultimo tra gli arrivati mentre Salazar si ritirò al diciottesimo giro a causa di un problema alla trasmissione.
La vettura si dimostrò poco competitiva non giungendo mai in zona punti e avendo spesso difficoltà a qualificarsi: la prima gara disputata dalla 811 fu il Gran Premio di San Marino, in cui Salazar si ritirò al trentottesimo giro. Nei due successivi gran premi la 811 non riuscì a qualificarsi. Dopo il Gran Premio di Monaco Salazar passò all'Ensign e dal successivo Gran Premio di Spagna la March schierò una sola vettura affidata a Daly. In Spagna Daly, alla guida della March 811 RM04 con telaio alleggerito, riuscì a qualificarsi alla gara che concluse sedicesimo, a cinque giri di distacco da Villeneuve. A partire dal Gran Premio di Gran Bretagna Daly guidò la March 811 modificata da Adrian Reynard, che portò prestazioni migliori, ottenendo il miglior risultato della stagione sia in qualifica che in gara proprio a Silverstone, dove si qualificò diciassettesimo e concluse settimo. Sempre al Gran Premio di Gran Bretagna il team iscrisse una seconda vettura affidata a Stefan Johansson, che però non prese parte all'evento a causa dell'iscrizione di due Osella che completarono la griglia. Nei gran premi successivi Daly riuscì a concludere solo due gare, in Austria e in Canada, venendo costretto al ritiro per problemi tecnici in quattro gran premi e mancando la qualificazione a Las Vegas.

## Formula 1 britannica
La Colin Bennett Racing acquistò la March 811 RM05 per partecipare al Campionato britannico di Formula 1 1982. La vettura prese parte alle prime tre gare della stagione affidata a Val Musetti. Al debutto all'International Gold Cup Musetti fu costretto al ritiro, mentre a Brands Hatch e a Thruxton ottenne rispettivamente un terzo e un secondo posto.

## Can-Am
Nell'estate 1982 Colin Bennett Racing lasciò la F1 britannica per partecipare al campionato CanAm 1982. La Colin Bennett Racing iscrisse per due gare le March 811 RM05 e RM06 modificate con carrozzerie sport affidate rispettivamente a Val Musetti e Arnold Glass. Musetti si ritirò in entrambe le gare disputate mentre Glass partecipò a tre gare ottenendo come miglior risultato un diciassettesimo posto a Trois-Rivières. La Colin Bennett Racing si ritirò dal campionato CanAm e vendette la RM05 alla Gordon Lightfoot Racing che con John Graham al volante nelle ultime quattro gare stagionali ottenne come miglior risultato un ottavo posto a Laguna Seca, mentre la RM06 fu venduta alla Walter Lechner Racing School, con cui Walter Lechner partecipò alle gare di Sears Point e Riverside chiudendo rispettivamente quindicesimo e quinto.

## Risultati in Formula 1
| Anno | Team                 | Motore            | Gomme | Piloti  |    |    |    |     |    |     |    |     |   |     |    |     |     |   |    | Punti | Pos. |
| ---- | -------------------- | ----------------- | ----- | ------- | -- | -- | -- | --- | -- | --- | -- | --- | - | --- | -- | --- | --- | - | -- | ----- | ---- |
| 1981 | March Gran Prix Team | Ford Cosworth DFV | M A   | Daly    | NQ | NQ | NQ | NQ  | NQ | NPQ | 16 | Rit | 7 | Rit | 11 | Rit | Rit | 8 | NQ | 0     | -    |
| 1981 | March Gran Prix Team | Ford Cosworth DFV | M A   | Salazar | NQ | NQ | NQ | Rit | NQ | NPQ |    |     |   |     |    |     |     |   |    | 0     | -    |

| Legenda | 1º posto     | 2º posto | 3º posto    | A punti         | Senza punti/Non class.  | Grassetto – Pole position Corsivo – Giro più veloce |
| Legenda | Squalificato | Ritirato | Non partito | Non qualificato | Solo prove/Terzo pilota | Grassetto – Pole position Corsivo – Giro più veloce |